# لئونارد مندی
لئونارد مندی (انگلیسی: Léonard Mendy؛ زادهٔ ۲۲ مارس ۱۹۸۲) بازیکن فوتبال اهل فرانسه است.
از باشگاه‌هایی که در آن بازی کرده‌است می‌توان به باشگاه فوتبال کراولی تاون، باشگاه فوتبال لو آور، باشگاه فوتبال کلرمون فوت، و باشگاه فوتبال تروا اشاره کرد.